# Shangbahe (köpinghuvudort i Kina, Hubei Sheng, lat 30,65, long 115,10)
Shangbahe är en köpinghuvudort i Kina. Den ligger i provinsen Hubei, i den centrala delen av landet, omkring 79 kilometer öster om provinshuvudstaden Wuhan. Antalet invånare är 29 827. Befolkningen består av 14 132 kvinnor och 15 695 män. Barn under 15 år utgör 13,0 %, vuxna 15-64 år 74 %, och äldre över 65 år 11,0 %.
Runt Shangbahe är det tätbefolkat, med 550 invånare per kvadratkilometer. Närmaste större samhälle är Tuanbei, 14,6 km nordost om Shangbahe. Trakten runt Shangbahe består till största delen av jordbruksmark.
Genomsnittlig årsnederbörd är 1 868 millimeter. Den regnigaste månaden är juli, med i genomsnitt 305 mm nederbörd, och den torraste är januari, med 48 mm nederbörd.